# Ejército aqueménida

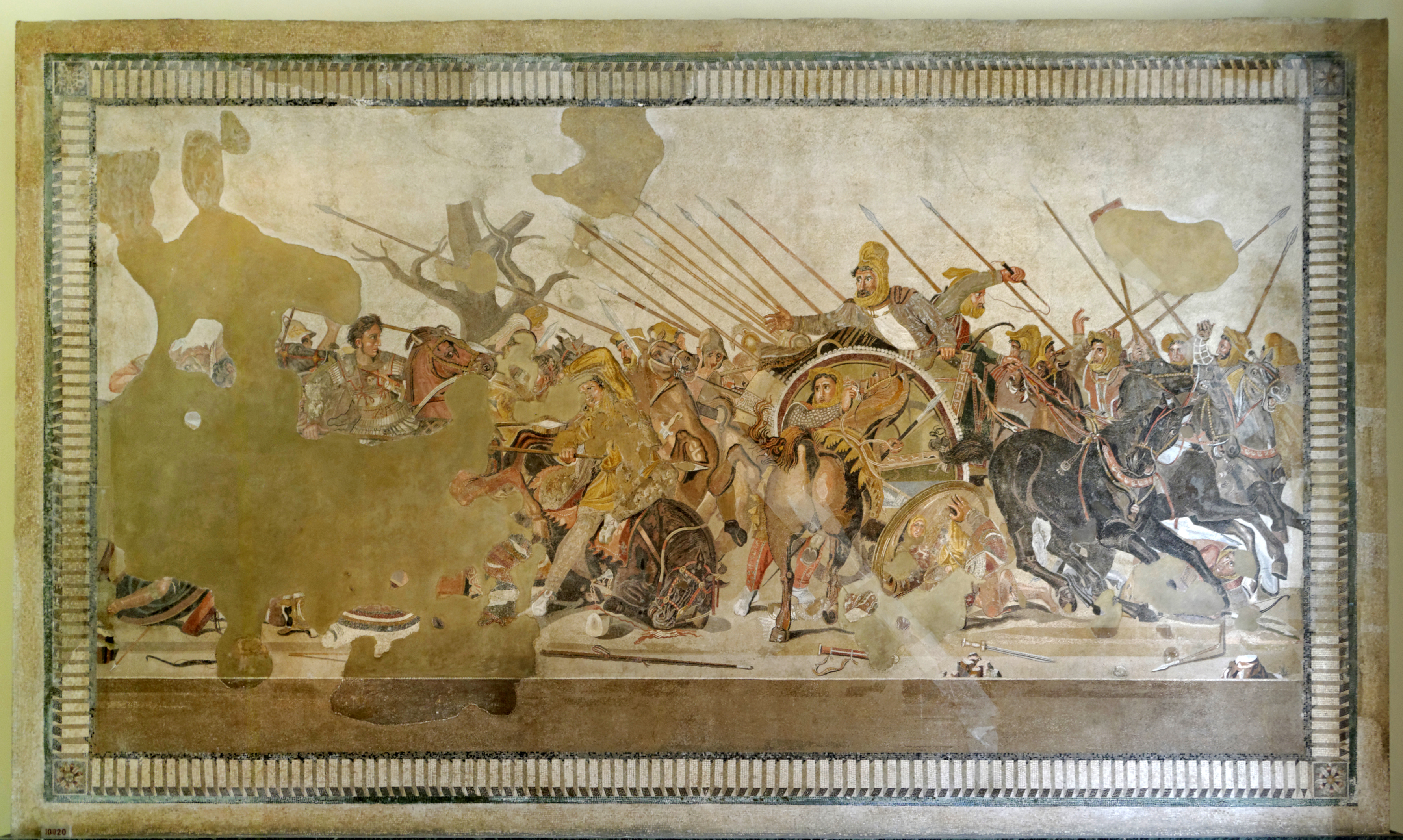
Batalla de Issos representada en un mosaico de la Casa del Fauno en Pompeya, expuesta en el Museo Arqueológico de Nápoles.

El ejército aqueménida de los reyes persas, desde Ciro II el Grande a Darío III, durante sus casi dos siglos y medio de existencia (560-330 a. C.), estuvo integrado por contingentes de estados vasallos y de mercenarios, principalmente, griegos. Contó con diversas unidades, armas e indumentaria. Darío I, mandó expediciones militares contras tracios y escitas e invadió Grecia (primera guerra médica) en la primera década del siglo V a. C. Su hijo Jerjes I siguió sus pasos unos diez años después, cruzando el estrecho del Helesponto con unos numerosísimos ejército y flota, dando lugar a la segunda guerra médica. Los reyes posteriores alternaron, entre apoyar militar o financieramente a Atenas o a Esparta, enfrentadas entre sí, y sus respectivas ligas (Confederación de Delos y Liga del Peloponeso, según sus intereses, durante la guerra del Peloponeso), en el siglo V a. C. En el siglo IV a. C., la preponderancia militar de las principales polis griegas como Tebas, (cf. hegemonía tebana) y el aumento del poderío militar del Reino de Macedonia con su rey Filipo II, y su hijo Alejandro Magno, marcaron el declive como potencia militar del Imperio aqueménida, en primer lugar, y su aniquilación y asimilación en el ejército macedonio, a medida que Alejandro conquistaba dicho Imperio, ulteriormente.
El núcleo del ejército, compuesto por huestes persas y medas, permitía mantener el orden en el vasto Imperio. Con el devenir del tiempo, la infantería y la caballería se convirtieron en las milicias más importantes, en tanto que se redujo el número de tropas que luchaban en carros de guerra, debido a su escasa maniobrabilidad.
De los sátrapas dependía una guarnición integrada por tropas locales, que dado el caso, se unían al ejército del soberano. El sátrapa en cuyo territorio se encontraban las guarniciones pagaba a la soldadesca, y en general en especie, salvo a los mercenarios griegos, presentes en cantidades considerables en las filas del ejército. Para las campañas militares importantes, los reyes hacían levas entre sus pueblos subyugados, desde tierras tan lejanas como la India o Egipto, siendo los persas y mercenarios de Asia Central y de Irán los más fiables.
Rodeaba al monarca una guardia real, constituida por las tropas de caballería y 10 000 arqueros, que los historiadores llamaron los Inmortales.

## Origen

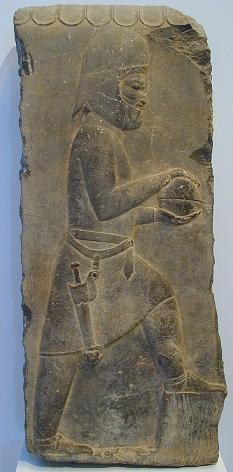
Soldado medo.

Como en otros ámbitos, también en la esfera militar hubo grandes influencias transculturales en el imperio aqueménida. Ejemplo de ello son: el uso de insignias divinas colocadas en los carros como estandartes del ejército; la adopción de equipamiento, piezas de armadura y trajes elamitas, así como la adopción del tiro con arco de este pueblo en la infantería aqueménida; el empleo de los escudos en forma de ocho, llamados dypilon; la adopción del «peto» egipcio de lino, utilizado también por los asirios; la utilización de la armadura y de cascos de tipo kurgán, cascos conocidos en Elam; y lo que es más significativo, aspectos de la instrucción y los rituales militares transmitidos a través de las fuentes asirias y también por Heródoto. 
Dado el largo dominio militar de Asiria en Oriente Próximo, se ha sugerido a veces que el ejército neoasirio ejerciera una influencia en la formación del de los medos y de los persas, si bien había pocas pruebas directas de ello. Un fragmento de un relieve de piedra del Palacio Norte de Asurbanipal en Nínive, que representa arqueros elamitas y de otras procedencias, junto con guardias lanceros asirios en marcha hacia un grupo de sacerdotes, se ha identificado como una posible representación de arqueros auxiliares persas. La escena tiene visos de ser un desfile ceremonial en Arbela tras el regreso del ejército asirio de su victoria ante los elamitas en el río Ulai en el 653 a. C. La superficie del relieve muy erosionada, ocultaba a la vista un detalle fundamental: los lanceros aparecen en marcha con las armas invertidas. Este desfile militar se exhibe en el Museo Británico (ANE 124923 y ANE 135204)

## Organización
Las fuentes escritas persas aportan información sobre las listas de avituallamiento y algunos términos técnicos, pero no sobre la forma de luchar del ejército. Resulta difícil valorar su competencia a través de las fuentes escritas griegas, más amplias, debido a la parcialidad que comportan. 

### Regimientos y unidades

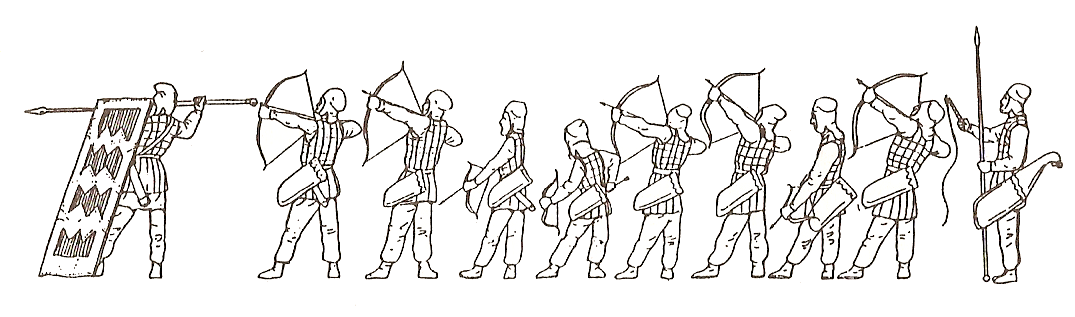
Formación del ejército persa. Primera fila: soldado de infantería con un gran escudo y una lanza, a continuación los arqueros. Los últimos son los comandantes y supervisores. Esta formación era buena para la defensa, pero pobre para el ataque.

Los sistemas militares asirio y aqueménida también tenían mucho en común en lo relativo a la utilización de grandes formaciones de guardias profesionales que encabezaban unidades de reclutas, que cumplían con sus obligaciones con el Estado en persona o en especies.
En ambos casos, se empleaba una organización decimal, con secciones de 10 hombres, compañías de 100 y formaciones más voluminosas de 1000. 
El término general para definir un ejército regular era spada. Dicho ejército estaba formado por un arma de infantería (en persa antiguo, pasti), una de caballería (asabari, jinetes) y, en algunas ocasiones también de camellos (usubari, jinetes de camellos) y carros. Todos ellos iban acompañados de un gran número de seguidores de campaña.
Los regimientos, compuestos de mil hombres, podían formar divisiones de diez mil. Hazabaram es el término persa para regimiento, palabra compuesta por hazara (mil) y el sufijo -bam que la convertía en sustantivo numeral. Un hazarapatish o «comandante de mil» mandaba cada regimiento, que se dividía en diez satabam de cien hombres. Cada satabam estaba bajo el mando de un satapatish comandante de unidad de cien y, a su vez, se dividía en diez databam de diez hombres, al mando del dathapatish, el comandante de la decena. 
Diez hazabaram formaban una baivarabam, un regimiento de diez mil, bajo el mando del baivarapatish, el comandante de diez mil. Este último término es meramente especulativo, pues solo sobrevive en lengua avesta, emparentada con el persa.
Al comandante en jefe de la spada se le llamaba probablemente spadapatish, si bien al general con plena autoridad civil se le llamaba karana (en griego karanos).
Estos rangos militares aparecen, con su equivalente en griego, en la Ciropedia de Jenofonte.
Característico era que tanto los comandantes como los dignatarios participaran en la lucha, y muchos murieron en combate, como Ciro II en Escitia y Mardonio en Platea. Once de los hijos de Darío I tomaron parte en la primera guerra médica, y tres de ellos murieron en acción.

### Infantería
La infantería de todos los ejércitos aqueménidas estaba formada por persas de nacimiento. A diferencia de lo que ocurría en las tropas griegas los mejores soldados ocupaban el centro de la formación. Estos guerreros se protegían con grandes escudos de cuero y mimbre. Las diversas armas ofensivas con las que luchaban eran lanzas, hachas, espadas, arcos y flechas. Su armadura ligera consistía en una coraza acolchada de lino y en un casco.

#### Inmortales

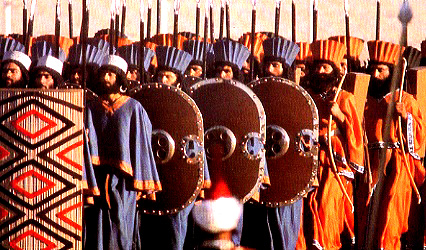
Inmortales persas, en una ceremonia en Irán del 2500 aniversario de la fundación del Imperio aqueménida por Ciro II el Grande.

El regimiento más importante era el de los Inmortales, así llamados porque las bajas se reponían inmediatamente para mantener inalterados sus 10 000 hombres.
Los Inmortales contenían un regimiento de élite, los Lanceros del Rey, integrado exclusivamente por aristócratas, verdaderas tropas de élite integradas por persas, medos y elamitas. En los bajorrelieves de Persépolis aparecen representados con sus arcos. Probablemente sean Inmortales los guerreros que figuran en los ladrillos esmaltados de Susa, así como en numerosos sellos.
Se encargaban de la guardia de la tienda real mientras el rey se desplazaba o estaba en una expedición.
Se ha apuntado que el nombre «inmortales» (Ἀθάνατοι/athanoi en griego antiguo) se debe a una confusión griega de las palabras del persa antiguo anûšiya («miembros del séquito» o «criados») y anauša («inmortales»). Esta explicación encajaría con la terminología de los textos asirios y neobabilónicos en los que los guardias reales también eran conocidos como «miembros del séquito» (qurbute). No obstante, la similitud de las palabras en persa antiguo podría haber sugerido el nombre de anausha para los guardias como sobrenombre persa. La referencia de Heródoto a los persas «que el rey acostumbraba a llamar los “Inmortales”» resulta significativa, pues los reyes asirios también podían referirse a sus tropas de élite con epítetos aplicados comúnmente a los héroes divinos, como por ejemplo en el uso del término huradu.
Heródoto (VII.40-41) ofrece una descripción del ejército de Jerjes I cuando partió de Sardes para iniciar la invasión de Grecia. La vanguardia la componían mil jinetes persas de élite, a continuación figuraban mil lanceros, también de élite, con las puntas de sus lanzas apuntando al suelo, en señal de respeto a Jerjes, a quien precedían. El rey marchaba sobre un carro tirado por caballos neseos. En este punto el relato es un tanto confuso. Tras el rey marchaban mil lanceros —los persas más valientes y de mayor alcurnia— que llevaban sus picas con las puntas hacia arriba; a continuación figuraba otro escuadrón de caballería, integrado por mil persas de élite, y tras la caballería, diez mil soldados de infantería, seleccionados entre el resto de los persas, que aunque el historiador de Halicarnaso no lo dice expresamente, posiblemente se trate de los Inmortales (cf. VII.83). Mil de ellos llevaban adornadas la extremidades inferiores de sus lanzas, con granadas de oro como contrapeso; estos 1000 rodeaban a los otros 9000, que llevaban granadas de plata. En este punto, Heródoto parece que describa una mezcla de «arquero protegido con escudo», con 9000 arqueros defendidos por un millar de lanceros con escudos. El texto griego establece una distinción para diferenciar a los Inmortales de la guardia estrictamente personal del soberano, integrada por 2000 lanceros y 2000 jinetes, cuya única misión era velar por la seguridad del monarca. Heródoto, termina su descripción añadiendo que también llevaban contrapesos con formas de granadas de oro los lanceros cuyas lanzas apuntaban al suelo, y manzanas del mismo metal quienes seguían más de cerca a Jerjes. Estos últimos recibían el nombre de mēlophóroi (melóforos), por los frutos que adornaban la parte inferior de sus lanzas. Después de los Inmortales marchaba un contingente de 10 000 jinetes persas, seguidos del resto de las tropas.
Quinto Curcio Rufo hace una descripción comparable a la de Claudio Eliano sobre los melóforos, consignada en la siguiente sección: «hacían gala de un lujo y una opulencia inauditos que les volvía más imponentes, entre los collares de oro, entre la ropas ornadas con oro, y entre las túnicas con mangas, adornadas con gemas».

#### Melóforos

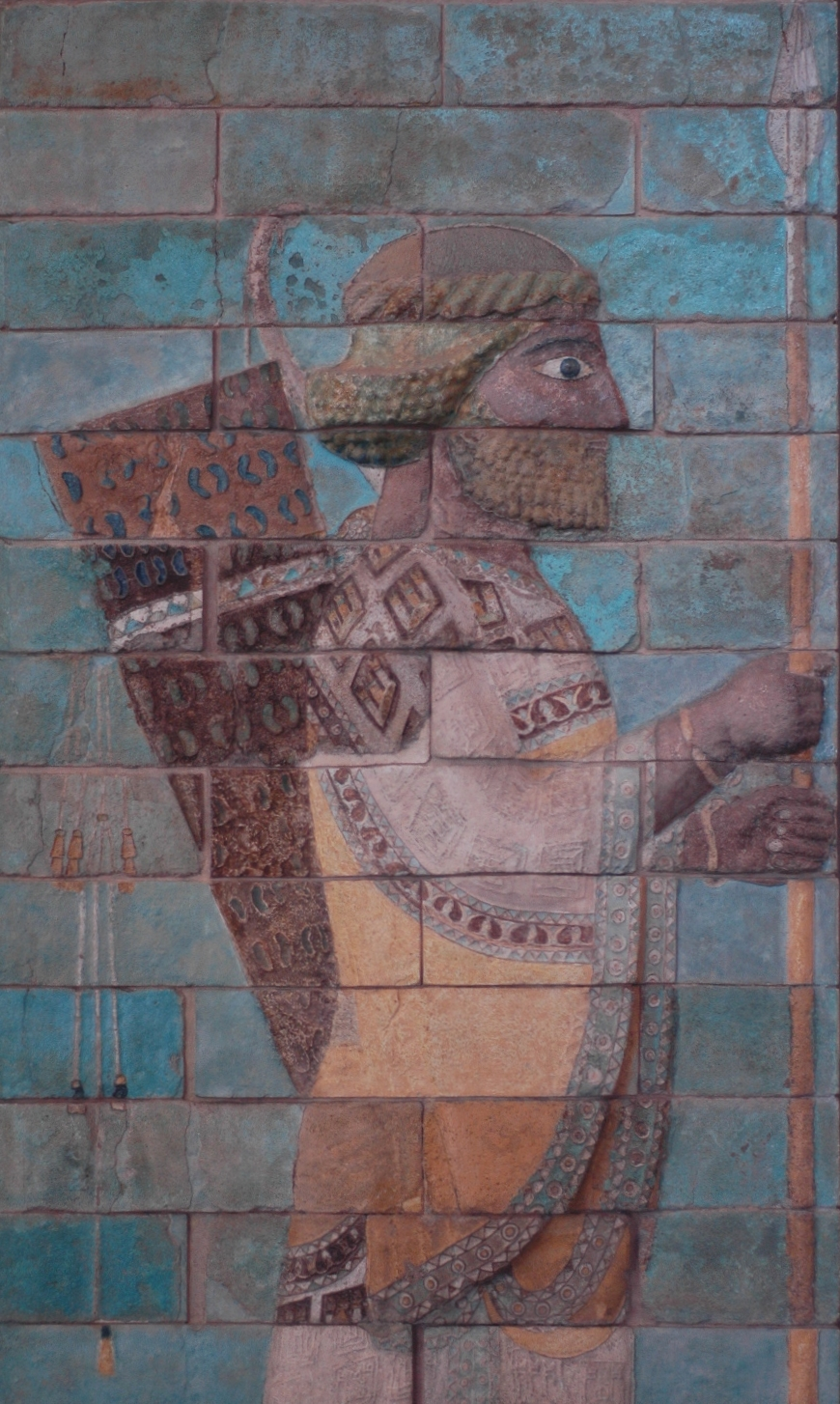
Lancero, palacio de Darío I en Susa, tal vez un melóforo.

Los melóforos (del griego antiguo οἱ μηλοφόροι/hoi mêlophoroi, literalmente «los portadores de manzanas»), eran una compañía de 1000 lanceros que constituían la guardia personal del Gran Rey.
Heráclides de Cime los describe en sus Persika: 

son lanceros (doryphoroi) todos de nacimiento persa; tienen manzanas de oro sobre la punta de sus lanzas. Son 1000, escogidos en razón de su alta alcurnia (aristindēn) entre los 10.000 persas que llevan el nombre de Inmortales.
Ateneo, Banquete de los eruditos XII.514c

Mientras Alejandro recibía a sus allegados para cenar en su tienda, «se encontraban allí 500 persas vestidos con ropas de color púrpura y amarillo, llamados melóforos». Sensible a su aspecto impresionante, el rey macedonio los conservó y los utilizó a su servicio después de que pusiera fin al reinado de los Aqueménidas. 
Es probable que los lanceros y arqueros representados en los ladrillos esmaltados de la Apadana (sala de audiencia) del palacio de Darío I en Susa sean melóforos.
Estaban permanentemente junto al rey. En Gaugamela combatieron al lado de Darío III. Desfilaban justo antes del carro real en el cortejo de este monarca, situados después de los Parientes y de los Inmortales.
Tenían reservado un cuartel dentro de palacio. En suma, según la explicación de Hesiquio, eran los persas encargados de velar del rey y de servirle (therapeia)
Es probable que el quiliarca (jefe de mil) tuviera el mando de mil «guardias de corps» que constituían una élite en el seno de los Inmortales. Debido a las estrechas relaciones que los melóforos mantenían con el rey, la función de quiliarca no podía ser desempeñada más que por un personaje de total confianza; de ahí, sin duda, la posición de prestigio que le reconocían varios autores antiguos.

#### Sparabara

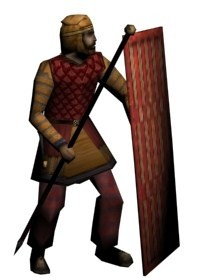
Reconstrucción de un sparabara.

En el Oriente Próximo en el primer milenio a. C., la formación militar por excelencia era la compuesta por un arquero que disparaba parapetado tras un enorme escudo —el equivalente del pavés medieval—, que era sujetado por un camarada. En los primeros tiempos del Imperio, la mayoría de las fuerzas de infantería recibían el nombre de sparabara o «portadores de paveses», así llamados por los grandes escudos rectangulares o spara (en griego antiguo, gerrha) que portaban.
La subunidad táctica de la infantería estaba compuesta por los dathabam de diez, que acudían al campo de batalla en filas. Según refiere Nicholas Sekunda «el dathapatish se situaba frente al primer soldado de la primera fila y llevaba un spara. Detrás de él se colocaba el resto de la formación del dathabam, nueve soldados armados con un arco y un falquión». Blandía una espada de 1,8 m y debía proteger al resto del dathabam cuando el enemigo alcanzara la línea. A veces, todo el dathabam iba armado con arcos y el spara se colocaba como un muro en el frente para que toda la unidad pudiera disparar flechas.

#### Takabara
A estas tropas mercenarias, procedentes de tribus del Imperio aqueménida, se les solía encomendar tareas de guarnición o patrulla. Preferían luchar con sus armas nativas, por lo que usualmente no llevaban el mismo equipamiento que los sparabara. Luchaban con lanzas y taka, similar a la pelta de los peltastas de los ejércitos griegos, con cuyo nombre aparecen en la fuentes griegas, concretamente como peltophoroi (portadores de pelta). A diferencia de estos soldados helénicos de infantería ligera que utilizaban armas arrojadizas como las jabalinas, los takabara cuyos escudos y lanzas eran de mayor tamaño, solían luchar en el frente de la línea de batalla y participaban en combates cuerpo a cuerpo.

#### Arqueros con escudos

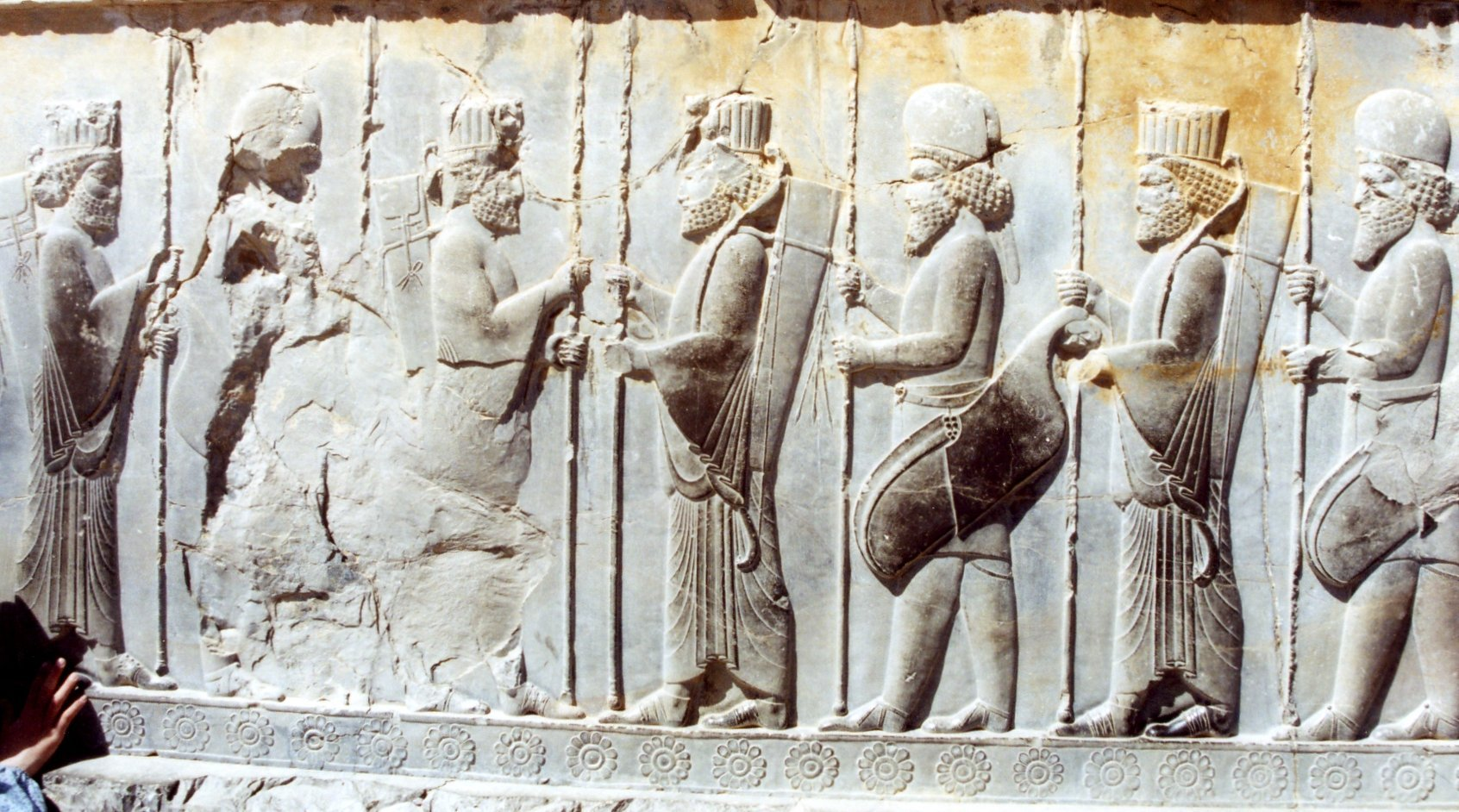
Arqueros y lanceros.

En torno al 460 a. C., en la cerámica griega comienzan a aparecer arqueros equipados con diferentes escudos (spara). Eran de madera o de cuero, reforzados sus bordes con metal. Tenían forma de luna creciente: para facilitar una buena visión al arquero había un segmento recortado en la parte superior. Era similar a la pelta griega, pero de mayor tamaño. Parece ser que en persa antiguo estos escudos se llamaban taka.

#### Hoceros
Heródoto menciona que los licios iban provistos de hoces. Esta arma era una especie de sable largo y corvo, como una cimitarra, cuya forma recordaba a la de una hoz. También figuraba entre el armamento de los carios y otros pueblos de Anatolia meridional. Se utilizaba a menudo contra la caballería. Heródoto narra tras su relato de la rebelión jónica, la expedición persa para someter Chipre, al mando del persa Artibio, al frente de un numeroso ejército. Informado de ello, el salaminio Onésilo solicitó ayuda a las polis jonias, que se la denegaron. Al llegar los persas a la llanura de Salamina, Onésilo se situó expresamente frente a Artibio, que montaba un caballo adiestrado para corvetear contra un hoplita. Onésilo encontró en su palafrenero cario un servidor astuto, pues cuando Artibio se abalanzaba sobre Onésilo, este hirió al persa mientras le embestía, y tal como había planeado con su asistente en el preciso instante en que el caballo engrifaba las patas contra el escudo de Onésilo, el cario le asestó un mandoble con su hoz y le cercenó las patas traseras.

### Caballería

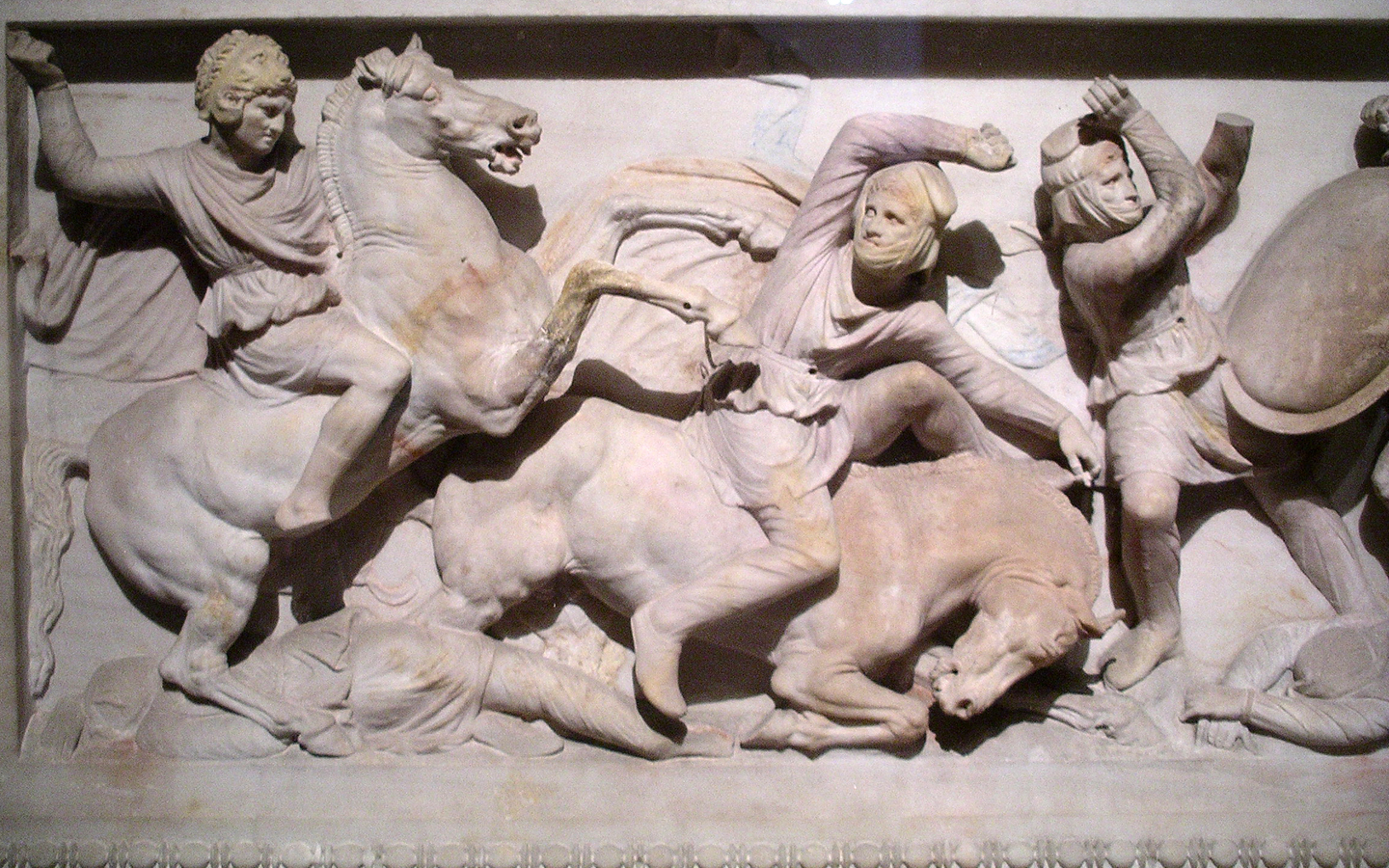
Detalle del Sarcófago de Alejandro (Museo arqueológico de Estambul, 370 T), Necrópolis Real de Sidón, en el que aparece un jinete persa sin escudo vestido a la usanza de los medos y tocado con la tiara persa.

La necesidad de un cuerpo de caballería fue la enseñanza que obtuvo Ciro II el Grande cuando conquistó Lidia en el año 547 a. C. Repartió las tierras conquistadas entre los nobles, quienes criaron caballos e integraron dicho cuerpo. Por ejemplo, entregó 7 ciudades en el norte de Anatolia a un tal Pitarco, nombre griego. Quince mil nobles persas recibieron el título honorario de Huwaka (pariente) de parte de Ciro, quien les exigía se dirigieran a cualquier parte a caballo, de modo que era una vergüenza para ellos ser vistos caminando. La caballería de élite, «un millar de fuertes», procedían de la Huwaka.
Los medos también eran jinetes del ejército, y a partir del reinado de Darío I, los sacas de Asia Central fueron reclutados como caballería mercenaria. Probablemente la primera caballería persa fue creada a partir de excelente caballería de sus vecinos medos.
Los jinetes iban equipados casi como los infantes, aunque además llevaban dos jabalinas de madera de cornejo (en griego palta, plural, palton), de una longitud de entre 1,5 y 1,8 m, con puntas de bronce o de hierro. Tenían la posibilidad de lanzar una de estas jabalinas, mientras que la otra la empleaban para cargar, o también la arrojaban.
Algunos jinetes iban tocados con casco de metal, en lugar de la tradicional tiara, generalmente de bronce y de forma redondeada. Aunque no todos, se protegían con petos de lino reforzado, fabricados con dos capas de lino acolchadas con lana de algodón. También había corazas de escamas metálicas, pero eran más habituales las de lino, dado que aunque no resultaba tan eficaz como protección era más ligero y cómodo.
En un documento babilónico datado en el segundo año de reinado de Darío II (422 a. C.) figura escrito en acadio el equipamiento de un jinete: «un caballo con su mozo, su arnés y su caparazón de hierro, y un casco, un coselete de cuero, un escudo, 120 flechas, una maza de hierro, dos jabalinas con punta de hierro y su cuota de dinero»
Parece que en la caballería jamás se generalizó el escudo durante el periodo aqueménida. Los escudos ligeros de mimbre y caña se utilizaron por vez primera en torno al 450 a. C., y se piensa que fueron los mercenarios escitas, que hacían uso de un modelo de spara más pequeño y alargado, los que lo introdujeron. Esto se ha inferido de las escenas en que aparecen jinetes persas en la cerámica ática de figuras rojas. 
Cabalgaban sin sillas rígidas, como mucho sobre mantas acolchadas. No utilizaban estribos ni herraban a sus monturas. 

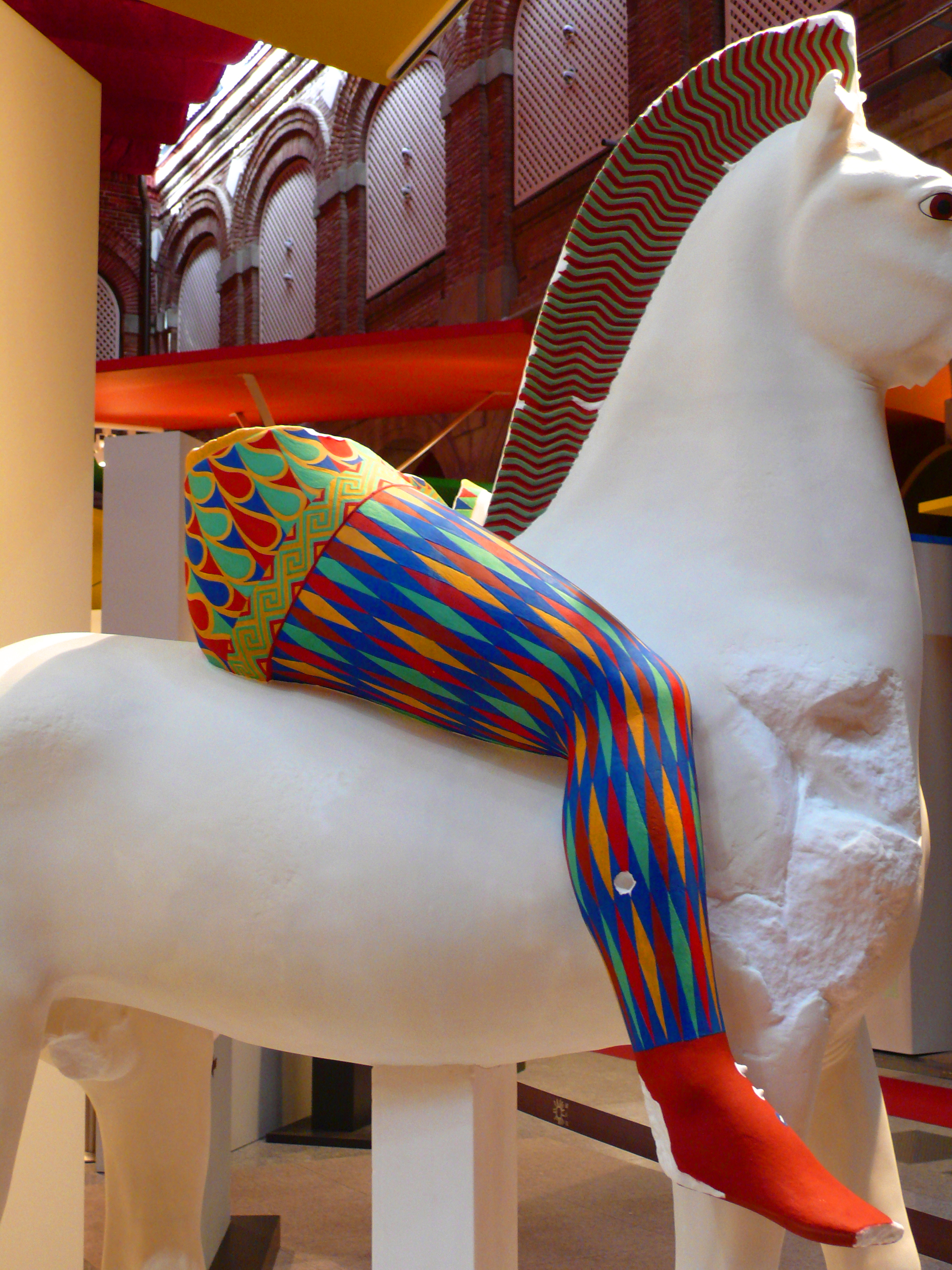
Reconstrucción en color del llamado Jinete Persa de la Acrópolis de Atenas. El original (ca. 490 a. C.), en mármol, está en el Museo de la Acrópolis de Atenas.

Realizaban escaramuzas lanzando jabalinas o flechas, se retiraban y disparaban al enemigo cuando este se batía en retirada. En la lucha cuerpo a cuerpo, no trataban de desmontar a su adversario, sino que atacaban sus flancos vulnerables y su retaguardia. La caballera no solía cargar sobre formaciones de infantería sin romper.
El sátrapa y el rey se ocupaban de las unidades mercenarias de caballería. Las del rey constituían guarniciones permanentes estratégicamente localizadas. Las comunidades locales se encargaban de su manutención. Parte de los tributos se dedicaban a la compra, cría y cuidado de las monturas. La guarnición real estacionada en Cilicia era una de la más importantes, por su misión de prevención ante fuerzas invasoras o rebeldes que osaran penetrar por las Puertas Cilicias. Los mercenarios sagartios utilizaban puñales y lazos, estos últimos confeccionados con tiras de cuero trenzadas. Aunque no eran los únicos que manejaban lazos, también lo usaban otras tribus iranias de Asia Central e Irán oriental. Los jinetes de Asia Central llevaban el cabello corto y no lucían bigote ni barba.

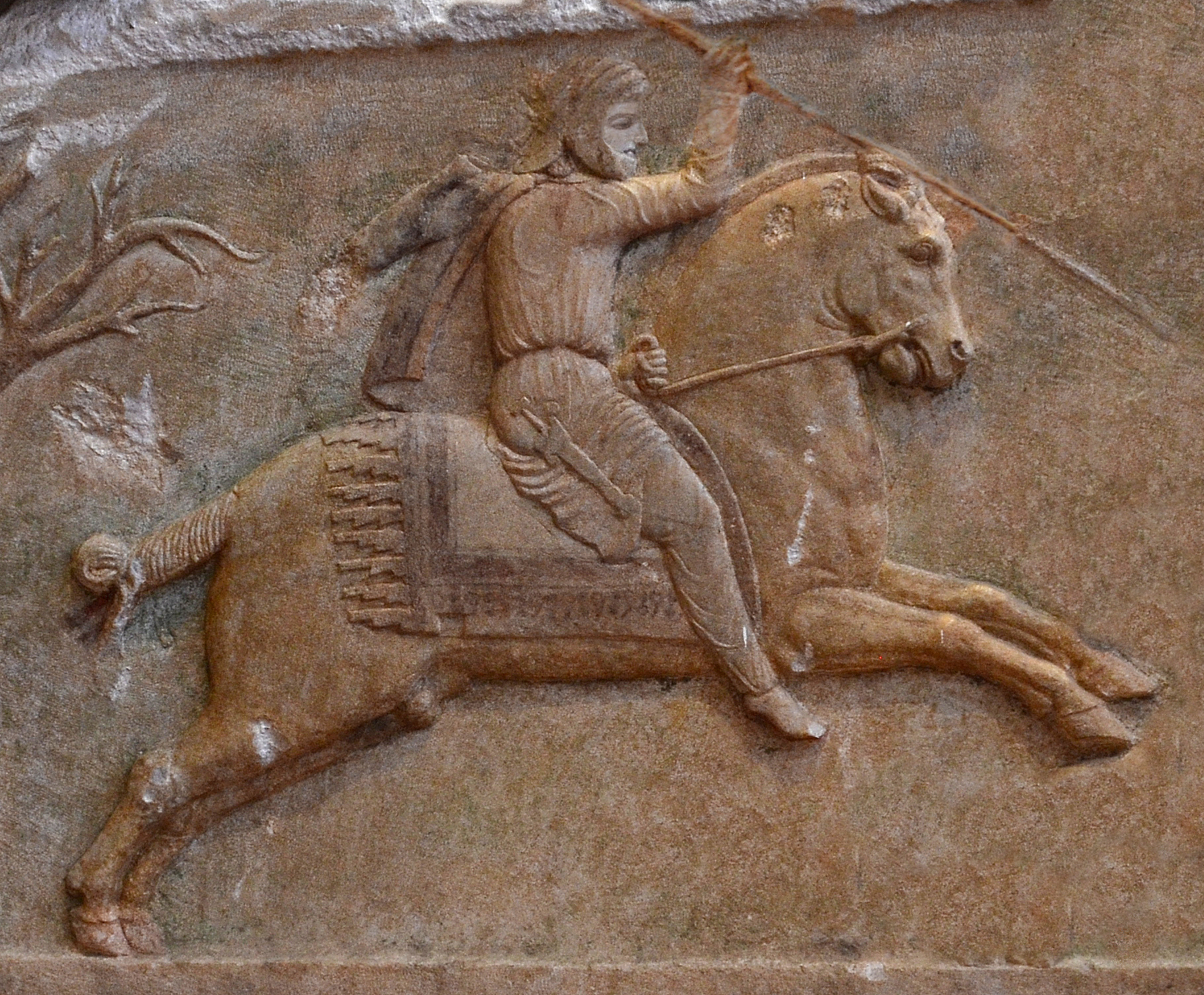
La caballería aqueménida en Asia Menor.

Según Heródoto, las fuerzas de caballería de la expedición a Grecia de Jerjes I, estaban compuestas por contingentes persas, cuyos jinetes cubrían sus cabezas con tiaras, aunque algunos usaban cascos metálicos. Los sagartios aportaron 8000 jinetes: utilizaban lazos de cuero trenzado que arrojaban a sus adversarios, y mediante un nudo corredizo, los arrastraban hacia sí. Los jinetes medos, los cisios, bactrios, sacas, líbicos, árabes e indios llevaban la misma indumentaria y armamento que sus fuerzas de infantería. Estos últimos, además, montaban caballos ensillados y conducían carros, de los que tiraban caballos y onagros de la India (hemionus onager indicus). Los árabes montaban dromedarios.
Los pueblos citados eran los únicos que proporcionaban caballería, cuyo número ascendía a 80.000 unidades, sin contar los dromedarios y los carros. Este número de efectivos se considera verosímil, debido a que Heródoto más adelante indica que los jefes de caballería eran tres, lo que supondría que cada cuerpo de ejército, de los tres que participaron en la expedición militar contra Grecia, tenía asignado un contingente de 20.000 jinetes cada uno; es decir, en total, seis miríadas: persas, medos, cisios y bactrios pudieron haber integrado cuatro; los 8000 sagartios otra, y la última compuesta por caspios, pacties y paricanios. A destacar que todas las tropas de caballería procedían de satrapías orientales, y que los carros y dromedarios, de indios, líbicos y árabes, no desempeñaron un papel decisivo en las operaciones militares que narra el historiador de Halicarnaso.

### La flota

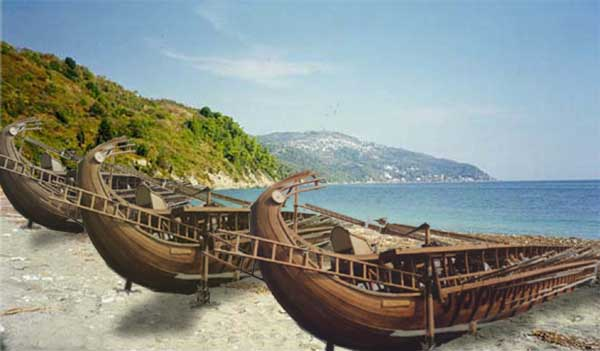
Trirremes varados en la playa de Maratón.

Hasta la conquista de Chipre y Egipto los persas no se vieron en la necesidad de construir y mantener una marina de guerra. Sin embargo, el dominio de todas las riberas del mediterráneo oriental y su conflicto permanente con los griegos les forzó a ello.
El ejército invasor de Egipto del rey aqueménida Cambises II solo podía marchar por el desierto costero si poseía una armada que lo aprovisionara y mantuviera. Ordenó construir una flota propia, que permitió a los persas conquistar el país del Nilo y, posteriormente, atacar Europa.
Las fuentes mencionan flotas constituidas por 600 y 300 barcos respectivamente, generalmente por 300 unidades. Para la expedición a Grecia de Jerjes I, la flota estaba compuesta de la siguiente manera: 300 barcos aportados por fenicios y sirios, 200 por los egipcios, 130 los chipriotas, 100 los cilicios, 30 los panfilios, 50 los licios, 30 los dorios de Asia, 70 los carios, 100 los jonios, 47 los griegos de las islas del mar Egeo, 60 los eolios y 100 los helespontios. Tarn sugiere que la flota de Jerjes se componía de 600 unidades procedentes de cinco zonas de reclutamiento, cada una de las cuales suministraba dos escuadras de 60 naves. También sugiere que este sistema sexagesimal procedía de los fenicios. Ctesias refiere que en la época de Ariaramnes, sátrapa de Capadocia, se envió contra las escitas 30 naves. Heródoto menciona una subunidad de 10 naves, las más veleras de la fuerza naval de Jerjes, que zarparon de la polis de Terma, divisaron 3 trirremes, persiguieron a una, la capturaron y degollaron a un tripulante. Según Sekunda, la cifra de 30 barcos se prestaba bien a las operaciones navales, pues un escuadrón de 30 barcos podía dividirse convenientemente en 3 unidades de 10 barcos cada una, que constituirían dos alas y un centro en la batalla. 
Cada una de las naves tenía 30 marineros y tropa de su lugar de origen, pero también iban en cada una de ellas, persas, medos y sacas. Según Carlos Schrader «la presencia de estos soldados a bordo tendría por objeto impedir defecciones, ya que la armada persa estaba formada en su totalidad por pueblos occidentales, muy alejados del centro del imperio, algunos de los cuales, como chipriotas, egipcios o griegos, podían resultar de dudosa lealtad». Según Nicholas Segunda, los marineros etíopes, supuestamente se reclutaban de entre los nubios que trabajaban —y quizá también saqueaban— en los barcos mercantes que surcaban el Nilo.
El mando último de los barcos recaía en un oficial persa. Como ocurría en el caso del ejército de tierra, los efectivos navales tenían sus propios jefes, subordinados a los almirantes persas de la flota, que eran los siguientes: Ariabignes, hijo de Darío; Prexaspes, hijo de Aspatines; Megabazo, hijo de Megábatas, y Aquémenes, hijo de Darío. Al frente de los navíos egipcios figuraba Aquémenes que era hermano de Jerjes por parte de padre y de madre, al frente de las fuerzas navales jonias y carias se hallaba Ariabignes, hijo de Darío y de la hija de Gobrias. Al mando del resto de los efectivos navales se hallaban los otros dos almirantes. El historiador de Halicarnaso no indica de qué almirante depedendían los fenicios y qué otras unidades estaban incorporadas a ellos.
Heródoto cifra el total de pentecónteros, triacónteros, cércuros y embarcaciones ligeras para el transporte de caballos en tres mil.
De los pueblos citados por Heródoto, quienes aportaban las naves más veleras eran los fenicios, en concreto las mejores eran las de Sidón. La táctica y pericia naval era la de los marineros fenicios, sobre todo los sidonios.
Las satrapías o ciudades marítimas estaban encargadas de proporcionar los barcos y de mantenerlos, aunque la política encaminada a la centralización del Imperio, hizo necesario que se construyeran astilleros reales, entre los que se conocen los de Menfis.

### Impedimenta

#### Indumentaria

Estandarte de Ciro II el Grande.

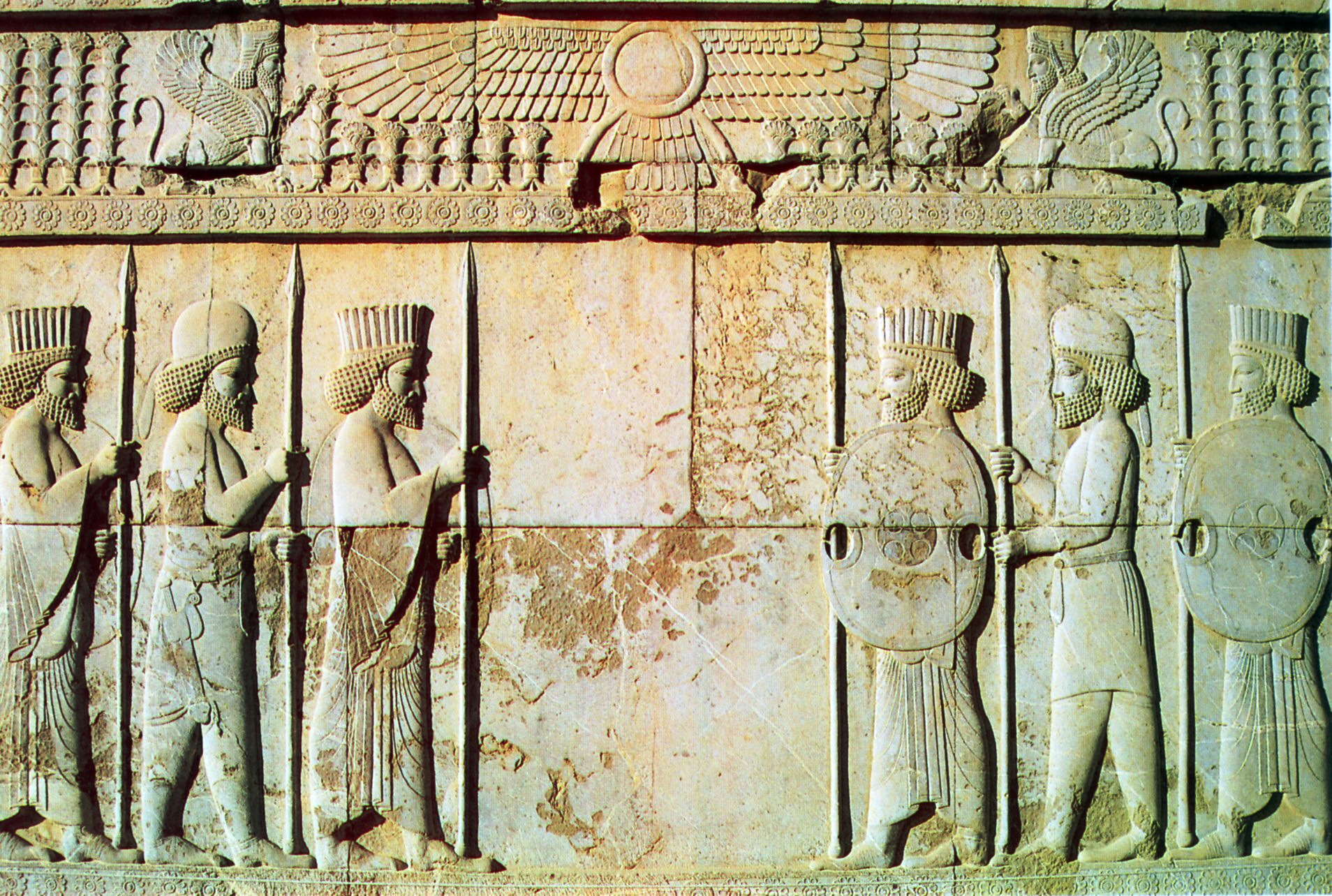
Apadana de Persépolis, relieve del con soldados persas y medos, estos últimos llevan sombreros redondos.

En el Museo del Louvre se exhiben unos frisos de ladrillos esmaltados policromados, con figuras de dos regimientos presumiblemente de Inmortales. Proceden del palacio de Darío I en Susa, la antigua capital elamita. Aparecen con sus uniformes, casi idénticos a los de los frisos provenientes del palacio aqueménida de Babilonia. No parece que en ambos frisos se hayan representado unidades de élite de los Inmortales, puesto que no van cubiertos con sombreros acanalados, sino con diademas de tela amarilla. Se puede conjeturar, hasta cierto punto, basándose en Estrabón, que no fueran nobles, sino plebeyos persas que llevaban como tocado en la cabeza una «tela de algodón». Ambos regimientos van equipados con lanza y arco. La distinción estriba en las túnicas de diferentes colores. Sobre las dos túnicas, unas insignias cosidas, podrían ser las representaciones de los correspondientes estandartes militares, y cabe la posibilidad de que a modo de placa fueran en la extremidad de las pértigas. En una de las insignias figura el rayo solar de ocho puntas, de origen asirio y consagrado al dios supremo Ahura Mazda. Reviste también importancia religiosa la segunda insignia que muestra un altar triple de fuego.
Originariamente toda la vestimenta de los persas fue de cuero según informa Heródoto, símbolo no solo de barbarie para el historiador de Halicarnaso, sino también de aquella vida austera y sencilla que los persas dejaron atrás el día en que se lanzaron a la conquista de Media y de Lidia.
El traje persa era cosido y ajustado al cuerpo, estampado de franjas zigzagueantes, antítesis del vestido ligero griego, haciendo uso del pantalón y del suéter. Su atuendo era así semejante al de los escitas —que curiosamente fue atenuada su presencia en la cerámica a partir del 490 a. C.—, aunque con la diferencia de que casi siempre se completaba con una especie de calzón o de quitón corto. Como novedad frente a los usos griegos se encuentran los grandes escudos rectangulares (γέρρον), la kopis, el carcaj y el estandarte.
La copa conservada en Oxford del Pintor de Brygos contiene representaciones de las tropas persas, que bien se trata de la plasmación de la observación personal del pintor o de bocetos hechos a partir de las ropas y equipamiento de los cadáveres. No es posible establecer la nacionalidad de las figuras de la copa, dado que persas, sacas, y hombres de otras nacionalidades pelearon en Maratón.
Los personajes visten túnicas con mangas y pantalones confeccionados con cuero o fieltro, con aplicaciones de cintas de diversos colores. En las mangas, por lo general, hay una cinta cosida en la parte inferior y superior de la costura. La decoración del resto de la manga son cintas cosidas en sentido horizontal, en líneas rectas u onduladas, o a rayas en sentido vertical. En algunos casos cada manga está decorada de distinta manera y en otros son iguales. Están rematadas con un pequeño dobladillo en los puños.
En los pantalones, la parte anterior y posterior de cada pernera está recorrida por una cinta de color oscuro, se supone que siguiendo la costura. A veces es la parte exterior de la pernera donde está cosida, como en los pantalones militares del siglo XIX. La zona del pantalón que delimitan estas costuras verticales en ocasiones no se decora o si se hace es con cintas cosidas en sentido horizontal, en líneas rectas u onduladas.
No es habitual en el arte griego la capucha persa de cinco puntas que cubre la cabeza de un sparabara. Indicaría que el artista se basó en fuentes de la Batalla de Maratón.
La coraza tampoco es habitual. En ella figuran unos puntos pequeños situados en el centro de rombos, que tal vez representen remaches usados para fijar placas de bronce puestas entre dos capas de cuero, una en el interior y otra en el exterior de la pieza. Las líneas diagonales casi seguro que representan las costuras. Sería el equivalente a la brigantina medieval o renacentista. La parte inferior acaba en una falda de pteruges. Esta prenda parece estar confeccionada de cuero duro, cortada en flecos para no entorpecer el movimiento de los muslos. El pantalón tiene aplicaciones cosidas de un material más oscuro en forma de rombos u hojas de contorno irregular.
Las botas están atadas con una tira ancha de cuero que rodea los tobillos. Estas tiras terminarían en unas correas a modo de cordones que se atarían por debajo del pantalón, más arriba del tobillo. Este calzado tendría el propio color natural del curtido, sin teñir, aunque existen casos de representaciones de botas de color rojo, amarillo o azul.
Otro guerrero persa de esta copa tiene la parte de su coraza correspondiente al pecho cubierta por una capa de cuero decorada con rombos. A ambos costados de la coraza hay cosidas unas escamas de bronce en una base dura y sin forrar. Las hombreras también están hechas de escamas con los extremos redondeados, y las puntas están atadas con una cinta de cuero. La falda está elaborada con placas rectangulares metálicas terminadas en curva. Dichas placas están cubiertas con cuero y fueron pintadas mitad negras y mitad blancas siguiendo una diagonal. Debajo de la falda, el soldado viste una prenda que no parece una túnica sino más bien un mandil confeccionado con un material maleable, decorado con una única línea oscura trazada en paralelo al borde. Esta prenda protegería la ingle envolviéndola.

### Armamento

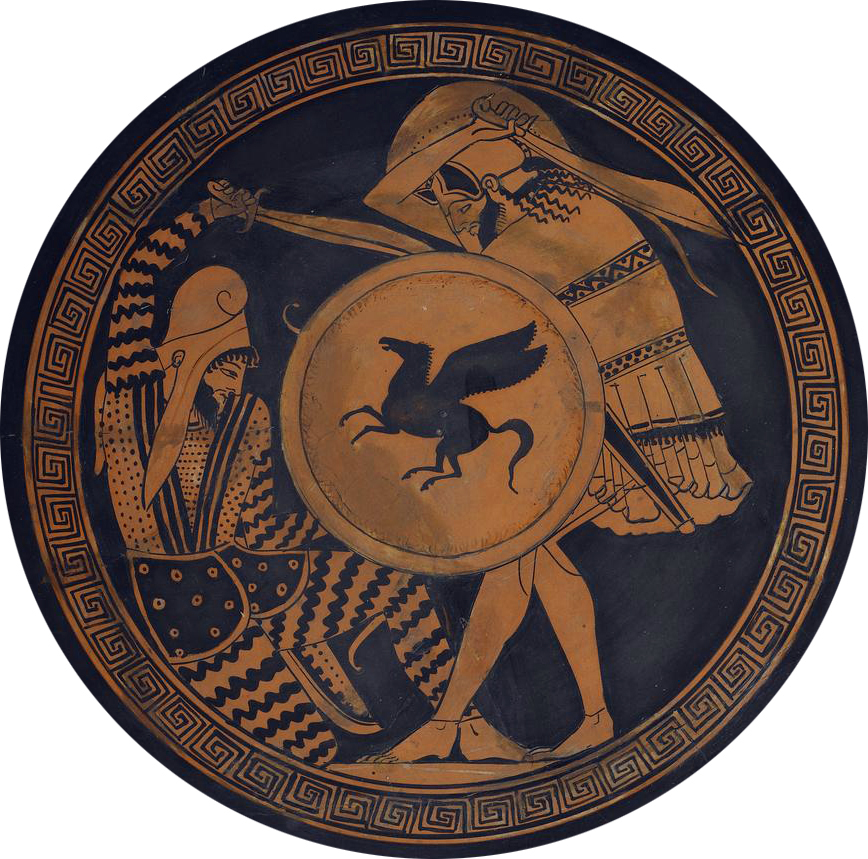
Un hoplita griego ataca con su espada a un infante persa. En la vestimenta de este último pueden apreciarse las franjas zigzagueantes que lleva en la casaca ceñida, con motas, ajustada con una hebilla y cubierta por una coraza. Lleva también un gorro con orejeras colgantes y va armado con arco y makhaira. Kílix del Museo Arqueológico Nacional de Atenas.

Por lo que respecta a los combates ente hoplitas y persas, estos últimos fueron representados la mayoría de las veces como arqueros, soldado que se convirtió en sinónimo de guerrero persa; aunque su arco no respondía siempre al mismo esquema formal, sino que en unos casos era recto, en otros doble o tendido hacia atrás como el de los escitas. Fue frecuente en la iconografía el uso de armas cortantes como hachas (la sagaris/σάγαρις, de un solo filo, o la πέλεκυς, de doble filo) y espadas, dándose el caso ajeno a la tradición hoplítica de mostrarse el soldado persa como arquero y espadachín a la vez. Hay que notar también que la espada del persa no es la característica xifos (ξίφος) —si bien se utiliza también el término—, sino que se trata de una espada curva y cortante: la makhaira (μάχαιρα). Sirva como corroboración la denominación de los persas por Esquilo como «la gente armada con espada» (τὸ μαχαιροφόρον ἕθνος). En el mundo griego la makhaira era el instrumento del corte sacrificial, espada que Jenofonte tiempo después denominó con el término kopis (κοπίς). 
Un persa que aparece en la copa de Oxford del Pintor de Brygos, cae bajo la carga de un hoplita. En el escudo del griego se aprecia la parte inferior de la cabeza de un toro. Debajo del escudo del hoplita se halla el spara (escudo) del iranio. Su coraza es idéntica al modelo de las corazas griegas compuestas. Su antebrazo derecho blande una espada tipo kopis de la que solo se distingue el pomo.
Del hoplita tomó el persa a veces la coraza, pero nunca las grebas ni el escudo redondo, sino una pelta o un escudo rectangular. Este soldado de a pie Llevaba una akinakes, daga larga y recta, de doble filo, de la que hablan Jenofonte y Heródoto, una lanza corta con astil de madera y contrapeso esférico con cabeza de metal, un carcaj con flechas de caña con punta de bronce o de hierro y un arco compuesto. Las flechas iban a alojadas en lo que los griegos llamaban gorytos, una mezcla de carcaj y funda para arco, inventado por los escitas. Se colocaba a la altura de la cintura. Disponía de dos compartimentos separados: en uno se colocaban las flechas, atadas con una correa de cuero, y el arco en el otro. Según Heródoto el gorytos que empleaban los escitas estaba cubierto de piel humana, arrancada de los miembros amputados de sus enemigos, lo que le confería su color blanco.
Las puntas de las flechas solían tener tres filos, algunos de 3 o 4 cm de longitud, y estaban huecas. Se colocaban en una vara de madera que a su vez se ensartaba en la vara principal, hecha de caña, ligera y hueca. Con sus puntas pequeñas, estas flechas relativamente ligeras eran más eficaces contra objetivos sin armar que para penetrar en un escudo o en una armadura. Esquilo dice que el arco era un símbolo tan importante para los persas como la dory, la lanza de punta de bronce para los griegos.

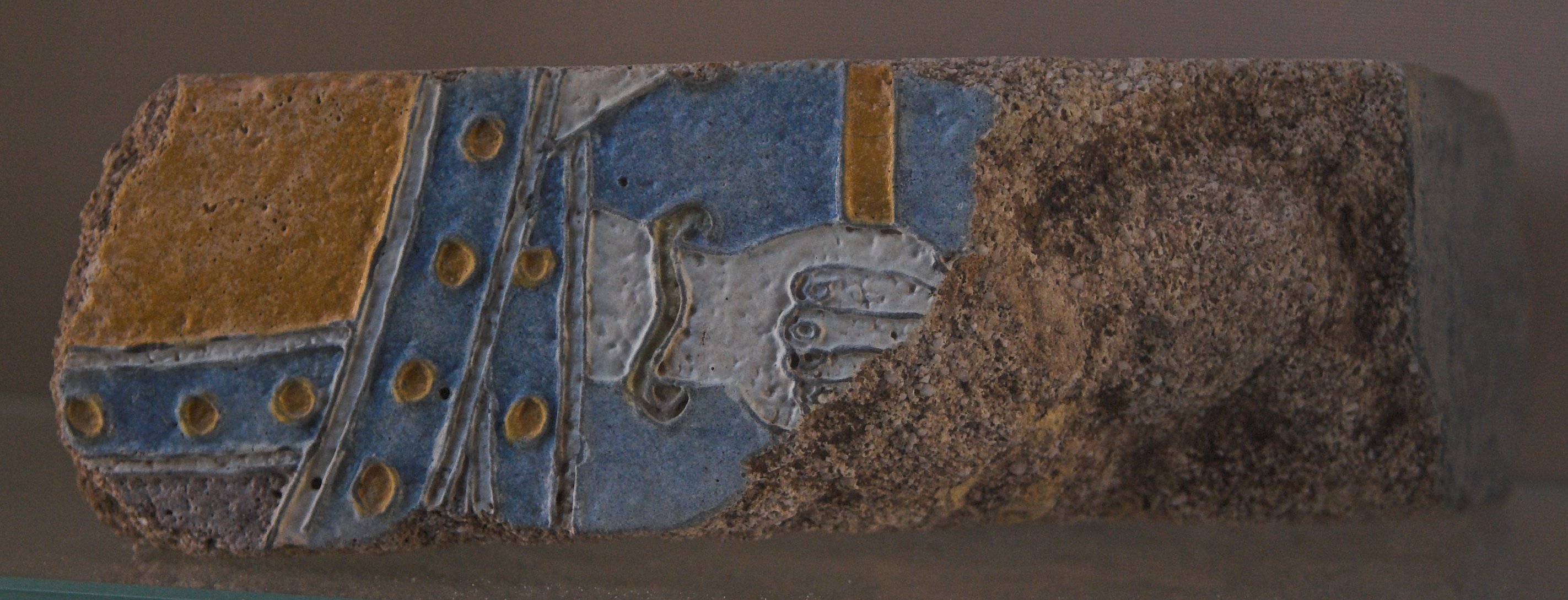
Brazo de un arquero de corta talla, de piel blanca. Susa.

El arco compuesto, de alrededor de 1,2 m de longitud, era el arma por excelencia. Consistía en un alma de madera, cuya parte exterior estaba revestida con tendones laminados, y la exterior o posterior con asta. Merced a la elasticidad de los tendones, al tensar la cuerda, el asta y el vientre se comprimían y los tendones se estiraban. Explotando sus propiedades mecánicas, ambos materiales reaccionaban para propulsar la cuerda. Este tipo de arco era muy difícil de tensar y necesitaba el concurso de ambas piernas y brazos. La técnica de disparo, tanto de los escitas como de los persas consistía en estirar la cuerda hasta la barbilla o pecho del arquero con las puntas de tres dedos, sosteniendo la flecha entre los dedos índice y medio. El pulgar y el meñique no intervenían. Los arqueros disparaban flechas incendiarias masiva y frecuentemente al enemigo, lo que les permitía colgarse el carcaj en el costado, a la altura de la cintura.
La sagaris, también de origen escita, era un hacha con mango largo y estilizado, y una hoja pesada y cortante. La más usual era una ligera, que podían utilizar tanto los infantes como los jinetes. Blandida de forma eficaz con una sola mano, podía penetrar en casco un metálico o en una coraza.
El soldado de infantería se protegía con un escudo ligero de mimbre. Normalmente, se fabricaba con cañas trenzadas a través de una lámina húmeda de cuero. Cuando esta se endurecía, las virtudes combinadas de ambos materiales le conferían la capacidad de detener las flechas enemigas. El escudo pequeño, en forma de luna creciente con las puntas dirigidas hacia arriba, podía plantarse en el suelo, lo que permitía al arquero descargar sus flechas desde la espalda con relativa protección. Algunos soldados llevaban escudos ovales con segmentos circulares en (persa antiguo, taka) similares al aspis hoplita.
Algunos persas llevaban casco, pero solo los contingentes mesopotámicos o egipcios se protegían con armaduras.

## Iconografía
En la cerámica ática y en la Batalla de Maratón, por un lado figuran amazonas y persas, iconografías bárbaras, representaciones de un alteridad en el imaginario griego, latente en la cerámica de figuras negras, abrumadoramente en la de figuras rojas, ocasionalmente manifiesta en blanco; por el otro gigantomaquias, centauromaquias, amazonomaquias, la propia guerra de Troya, y Teseo, héroe civilizador ateniense, que recogió el relevo de Heracles en perfecta y armoniosa sincronía con las celebraciones del triunfo sobre la hibris (ὗβρις) y la ἄτη persa, en las batallas de Maratón, Salamina, Platea, Eurimedonte.
Junto a los vasos cerámicos, y los frescos que representaban en el Pórtico Pecile (Stoa Pecile) la batalla de Maratón y de Énoe, de autoría incierta, de Micón o de Paneno, con la lucha de Teseo contra las amazonas, un mimetismo del conflicto entre griegos y bárbaros, y la pintura de los maratonómacos, beocios de Platea y atenienses que combatían contra unos persas que, cómo no, huían; y los trirremes fenicios vencidos por los griegos que chocaban los unos contra los otros de nuevo en desordenada maniobra de repliegue y huida; o la lucha de griegos frente a los seguramente persas del friso del templo de Atenea Niké.
Otros testimonios son un fragmento de pintura de la Casa de Dioniso, en Delos (siglo II-I a. C.), que muestra a un persa herido; la iconografía del mosaico de la Casa del Fauno, cuyo modelo podría haber sido un campo de batalla entre Darío III y Alejandro Magno pintado por Filoxeno de Eretria para Casandro de Macedonia; los combates del llamado sarcófago de Alejandro; la crátera apulia del Pintor de Darío, en Nápoles, o una miniatura de un manuscrito bizantino del siglo XI de los Cinegética del Pseudo-Opiano en el que se aprecia, como en dos vasos de factura apulia, a un Darío fugitivo perseguido por Alejandro.
Iconografías bárbaras que reflejan las más de las veces al enemigo, al eterno enemigo de frontera, subyugado, vencido, medroso, casi siempre fugitivo. Una imagen arquetípica de la larga duración y muy reveladora sobre las maneras de representarse la alteridad persa en el imaginario griego.
En la primera mitad del siglo V a. C., la iconografía cerámica ática se enriqueció con la aparición de soldados persas, poniéndose al servicio del triunfo de Atenas sobre la barbarie, del griego sobre el bárbaro asiático. La construcción de la alteridad persa en la iconografía cerámica ática tuvo además otros modelos sobre el mismo suelo heleno: por un lado, aprovechó por asimilación elementos de otras alteridades, como la escita, la frigia o la tracia, ya presentes en la cerámica de figuras negras; por otro lado configuró la visión desde el año 490 a. C. de guerreros persas frente a frente en el campo de batalla, así como la utilización de los botines de guerra ofrecidos como exvotos en los santuarios. Tampoco cabe desdeñar la información que podían haber obtenido los atenienses a través de sus hermanos del este, absorbidos por las satrapías occidentales del Imperio aqueménida, o también por supuesto, de los griegos que habían servido en la corte del Gran Rey.
Esos soldados persas huyendo en estampìda fueron también pintados en la Stoa Pecile de Atenas, y unos persas esculpidos en mármol frigio sostenían un trípode de bronce en el templo de Zeus Olímpico de la misma ciudad. Otras veces los persas habrían sido representados bajo la figura genérica de un oriental, que bien podría reflejar la mezcolanza étnica que formaba los contingentes militares aqueménidas.

## Historia

### La guerra en Occidente

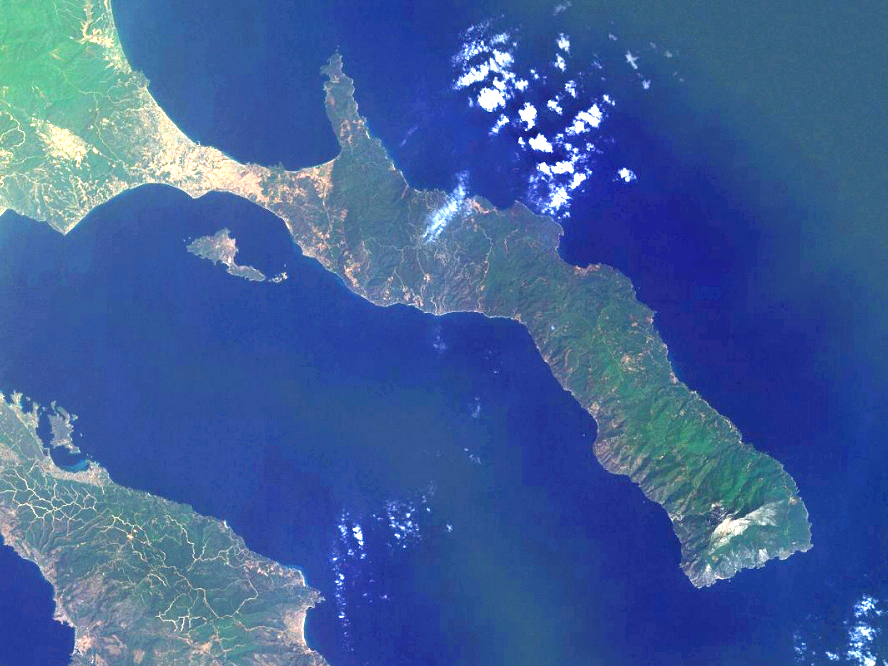
Península de Acté con el monte Athos en su extremo.

Tras la sumisión definitiva de Jonia —la revuelta jónica— a la que puso fin la Batalla naval de Lade en 494 a. C., la toma de Mileto las conquistas de las islas del Egeo más importantes, como Samos, como consecuencia de la defección de los samios en Lade, la reducción por la flota fenicia de Quíos, Lesbos y Ténedos, y la recuperación del control del Helesponto, la fuerza naval abandonó Jonia y se apoderó de todas las poblaciones griegas de este estrecho, situadas a mano izquierda navegando desde el mar Egeo. Las de la orilla derecha ya habían sido tomadas en una campaña terrestre que dirigió Daurisas en 497/496 a. C.
En la primavera de 492 a. C., Mardonio, yerno de Darío, desde Cilicia cruzó el Helesponto a bordo de sus navíos, reunió un cuantioso número de barcos y un nutrido ejército de tierra y emprendió la marcha con el objetivo de conquistar Eretria y Atenas por la ayuda que habían prestado a los rebeldes jonios, pero en realidad un pretexto para conquistar el mayor número de ciudades griegas: la flota sometió las isla de Tasos, se logró la dominación militar de Macedonia desde el río Estrimón hasta Tesalia. Acto seguido, desde Tasos arrumbó sus naves hacia el continente europeo, y bordeó las costas egeas de Tracia hasta Acanto, de donde zarpó para intentar doblar la península de Acté, en la que está el monte Athos. Un huracán procedente del norte diezmó la flota, arrojando gran parte de las naves contra el Atos. Hubo 20.000 bajas y la pérdida de unos 300 barcos. Entretanto, Mardonio y el ejército de tierra acampados en Macedonia sufrieron un ataque nocturno por parte de los tracios brigos, que causaron muchas muertes e hirieron a Mardonio, quien luego los sojuzgó y ordenó después el regreso a Asia. Según H. Castritius la campaña persa, exceptuando el desastre naval, cumplió su misión si su propósito era consolidar su hegemonía en Tracia occidental y Macedonia.
El capítulo 239 del Libro VII de la Historia de Heródoto contiene afirmaciones controvertidas según la crítica, y consideradas como una interpolación, por el estilo y la asincronicidad (relata hechos de cuando Jerjes aún no había partido de Susa (484 a. C.) que denota en el paso del Libro VII al VIII. Asevera el historiador que los lacedemonios fueron los primeros que supieron que el rey aqueménida iba a atacar Grecia: «Demarato [rey espartano], hijo de Aristón, había buscado asilo entre los medos, y en mi opinión (la lógica por otra parte, abona mi suposición), no sentía simpatías hacia los suyos... Demarato, quiso informar a los lacedemonios... se le ocurrió la siguiente idea: cogió una tablilla de doble hoja, le raspó la cera y, escribió en la superficie de madera de la tabilla los planes del monarca; recubrió la tablilla con cera derretida, tapando el mensaje; al estar en blanco no levantaría sospechas ante los cuerpos de guardia apostados en el camino.» 

#### La expedición griega

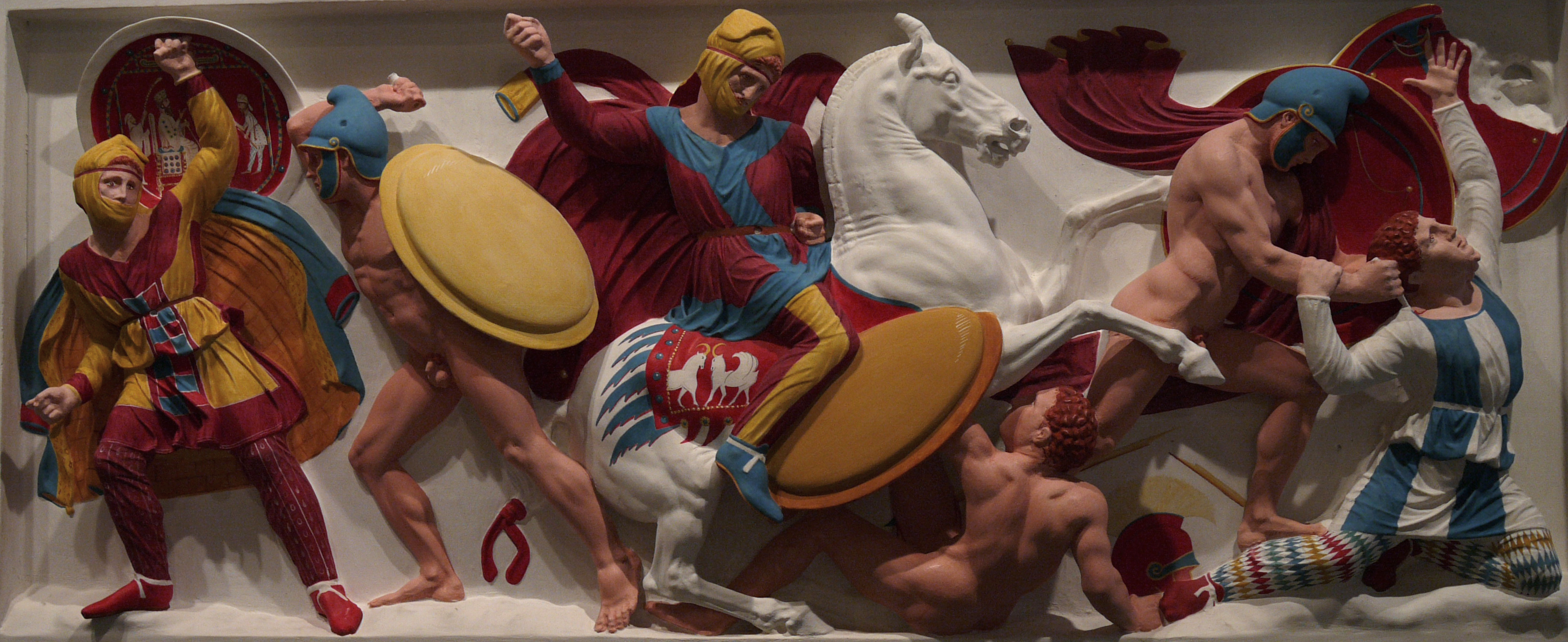
Lucha entre griegos y persas. Reconstrucción parcial policromada del Sarcófago de Alejandro.

La guerra que amenazó a los griegos continentales desde la expedición abortada de 492 a. C., en la que la tempestad y los tracios impidieron a Mardonio dejar atrás Macedonia, no dio conquistas a los dos Estados ni a los dos pueblos; enfrentó a unas comunidades rurales desorganizadas con el gran reino conquistador, dueño virtual de la tierra.
En la década de 490 a 480 a. C. la integración de Grecia en el Imperio aqueménida podía parecer inscrita en la lógica del destino: tanto la voluntad del rey conquistador como la superioridad numérica y técnica de los persas parecía que debía engullir Grecia como habían engullido Jonia. Es exactamente lo que Heródoto hace decir a Jerjes y a Mardonio en la víspera de la expedición de 480 a. C. Hay quien opina que la asamblea convocada por Jerjes para deliberar sobre la campaña no es histórica. aunque pudiera tener una base histórica, que llegara a los oídos del historiador de sus informadores persas. Según C. Hignett, Mardonio encabezaba la opinión partidaria de la guerra y Artabano la contraria. Para el Gran Rey, según el excurso herodoteo, se trataba tanto de «castigar a los atenienses por todos los contratiempos que habían causado a los persas, y concretamente a mi padre... él no ha podido vengarse y por eso, yo en su nombre y en el de los demás persas no cejaré hasta que haya tomado e incendiado Atenas».

#### Paz de Calias
La paz de Callias es un tratado concluido en el año 449 a. C. por el cual el imperio aqueménida y los griegos pusieron fin a las guerras médicas, después de la victoria de Atenas en Salamina de Chipre en el mismo año. Lleva el nombre de Calias, el político ateniense que supuestamente lo negoció. Su existencia ha sido discutida desde la antigüedad y sigue siendo objeto de un animado debate entre los historiadores de hoy en día.
El contenido del tratado es contado por varias fuentes. Según Plutarco, el rey se compromete a permanecer siempre a paso de caballo desde el mar griego y a no viajar con largos barcos o barcos con espolón de bronce entre las islas Simplégades y las islas Quelidonianas. "Añade que, según Calixto, "estas condiciones no estaban estipuladas en un tratado: el bárbaro adoptó esta actitud por el miedo que había sentido" en la batalla del Eurimedonte. El propio Plutarco utiliza como fuente un texto de una colección de decretos recopilados por el general macedonio Crátero en el siglo II a. C. Para Diodoro Sículo, la paz de Callias requería que los persas reconocieran la autonomía de las ciudades griegas de Asia Menor; ningún sátrapa debía enviar tropas a menos de tres días de la costa, ningún buque de guerra persa debía entrar en las aguas entre Faselis y las Simplégades.
Se discute la realidad de esta paz: las fuentes del siglo  a. C., en particular Tucídides, no la mencionan: la primera alusión se remonta al Panegírico de Isócrates, que se remonta al año 380 a. C. aproximadamente. El Tratado de Calias fue grabado en Atenas a mediados del siglo IV a. C., período durante el cual los atenienses volvieron a visitar y reinterpretar el siglo anterior. Teopompo lo denuncia explícitamente como una falsificación.

#### Reveses y reformas delsigloIVa.C.

##### Coraceros
Debido al deficiente equipamiento de la infantería, los persas para el enfrentamiento con las falanges de hoplitas griegos confiaron en sus regimientos de coraceros. Farnabazo y su caballería lograron sorprender en el año 396 a. C. al rey espartano Agesilao II cerca de Dascilio. Un testigo de excepción de la carga de la columna de los coraceros sobre la desordenada caballería griega fue Jenofonte. Ente el 367 y 365 a. C., Jenofonte escribió los opúsculos  De la equitación e Hipárquico, donde recomendaba la adopción por parte de la caballería ateniense de armaduras pesadas y las formaciones en columnas.
Farnabazo combinó los coraceros con carros escitas, los cuales se conocían en el siglo anterior, pero se ignora el alcance de su utilización. según Jenofonte, Ciro II los introdujo en el ejército, pero según Ctesias se utilizaron mucho antes. Las fuentes indias mencionan el empleo de carros escitas en las expediciones de los mauryas contra la confederación de Vajji cuando reinaba Áyata Shatru (494-467 a. C.) Se ignora si los carros escitas fueron una invención india adoptada por los persas o viceversa.

##### Reformas de Ifícrates
Tras la Paz de Antálcidas en 387 a. C., que puso fin a la guerra de Corinto innumerables mercenarios griegos quedaron libres para servir al rey Artajerjes II. La rebelión de Chipre fue sofocada y luego, en 379 a. C., Farnabazo II comenzó a reunir un gran contingente para una expedición a Egipto, con los mercenarios griegos como cabeza de lanza. Como la guerra había estallado de nuevo entre los griegos, solicitó a Atenas que le enviaran a su general Ifícrates, que se puso al mando de un número insuficiente de mercenarios debido al nuevo conflicto. Contó con 20.000 efectivos, pero solo unos 800 de estos mercenarios eran hoplitas, pues la pobreza reinante en Grecia durante el siglo IV a. C., había disminuido drásticamente el número de ciudadanos griegos que podía permitirse el equipamiento de un hoplita. Artajerjes intentó en vano la firma de la paz entre los griegos en el año 375 a. C. Para solucionar el problema, Ifícrates concibió la idea de los «peltastas de Ifícrates», que podían luchar en el frente de batalla y resistir a los hoplitas, convirtiendo a los 12.000 mercenarios griegos no hoplitas en tarabara. Los dotó con una pelta o un taka, escudo persa que según Diodoro Sículo  era de igual tamaño que el de los hoplitas. Los proveyó de una lanza más larga, que pasó de los 2,4 m a los 3,6 m. Estos soldados recibieron el nombre de «ificráteos» en honor de su general y creador.

##### Reformas de Datames

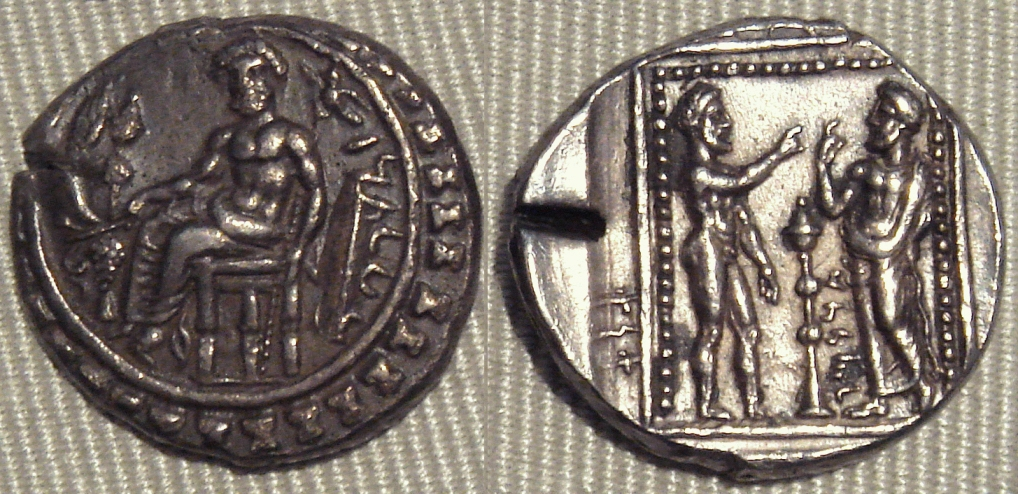
Moneda de plata de Datames.
Anverso: el dios Baal de la polis de Tarso sedente, de perfil en su trono mirando al frente, el torso visto de frente, racimo de uvas bajo su mano derecha, y un águila encima de la misma mano. En la mano izquierda tiene un cetro. Las murallas de la ciudad (de Tarso) bordean la figura por su izquierda.
Reverso: El dios Anu desnudo y Datames mirándose.

Datames, general y sátrapa de Capadocia, decidió en el año 372 a. C., reemplazar a Ifícrates como comandante en jefe de los mercenarios griegos por Timoteo, hijo del general ateniense Conón; también apartó a Farnabazo como general de las tropas expedicionarias egipcias.
Tras la derrota espartana en la batalla de Leuctra (371 a. C.), el dominio espartano sobre el Peloponeso se rompió, y nacieron las ligas aquea y acadia. Los lugares princiapels de reclutammiento de mercenarios dejaron casi totalmente de suministrarlos. Para solventar la escasez de mercenarios hoplitas se equipó y entrenó como hoplitas a 120.000 mercenarios asiáticos (kardaka). Se reformó asimismo el equipamiento de la caballería. Los coraceros persas se convirtieron rápidamente en catafractos. Se introdujo también las protecciones para los brazos. En su tratado Sobre la caballería, Jenofonte recomienda la silla de montar acorazada.
Las tropas de Datames, acantonadas en Acre, nunca emprendieron una expedición contra Egipto. Los enemigos de Datames, dispusieron al rey en su contra, por lo que dejó Acre y se marchó en el 368 a. C. a Capadacia, su satrapía.

##### Revueltas sátrapas
Los siguientes diez años fueron turbulentos para el Imperio, dividido entre las revueltas y las intrigas palaciegas. Las tropas de los terratenientes de las satrapías occidentales, que formaban parte de los regimientos de las sátrapas, había disminuido considerablemente su número por las guerras constantes. Jenofonte refiere que «en tiempos pasados, era una tradición nacional que los terratenientes extrajeran de sus tierras caballeros que marchaban a la guerra en caso de necesidad, mientras que los guardias fronterizos eran mercenarios. En cambio, ahora, a los porteros, a los panaderos, a los cocineros, a los escanciadores, a los encargados de los baños, a los encargados de servir la mesa y de retirarla, a los encargados de acostar y de levantar, y a los ayudas de cámara que los maquillan, dan masajes y arreglan otras descomposturas, a todos estos los soberanos los han convertido en caballeros para tenerlos como mercenarios».
En el 358 a. C, falleció Artajerjes II. Le sucedió Artajerejes II, quien se percató que los contingentes de los sátrapas ya no podían garantizar la paz en ls fronteras occidentales y que los sátrapas recurrían a sus ejército para sus traiciones. En consecuencia, mandó desarticularlos. Fue entonces cuando se produjo una revuelta en la satrapía de Frigia helespóntica, la de Artabazo II.

##### Losepilektoigriegos
En los siguientes 20 años en Grecia surgió un nuevo sistema político y militar. El modelo de polis daba paso gradualmente a federaciones. Los nuevos estados federales contaban con tropas escogidas permanentes (epilektoi), nutridas con sus propios ciudadanos.  A estos contingentes, frecuentemente peltastas del tipo ificráteo más que hoplitas, había que pagarles regularmente, pero las reformas fiscales no avanzaban al mismo ritmo que las reformas militares.. De este modo, los estados griegos tenía cuantiosos efectivos ciudadanos a los que no podían pagar. Mientras tanto, el rico Artabazo II necesitaba desesperadamente tropas. La solución a este problema redundó en el beneficio para el sátrapa y las federaciones griegas: los contingentes de mercenarios griegos no cobrarían directamente de los persas, sino que al estado al que pertenecían recibiría una suma específica para ofrecer su ejército en tiempos de paz.
La primera vez que Artabazo recibió ayuda fue de un ejército ateniense bajo las órdenes de Cares. Este hizo una incursión ene el interior de Frigia y consiguió hacia el 354 a. C. una victoria a la que el ateniense se refería como «la segunda Maratón». Es probable que las fuerzas atenienses de epilektoi, que participaron en la batalla de Taminas (347 a. C.), pero no en la de Mantinea (362 a. C.), fuera creado expresamente para esta campaña militar. El general tebano Pamenes sustituyó a Cares y logró una victoria. Artabazo y el rey persa llegaron a un acuerdo, y tras el rapto de Pamenes, el ejército tebano fue traspasado a Artajerjes III.

##### La caída del Imperio

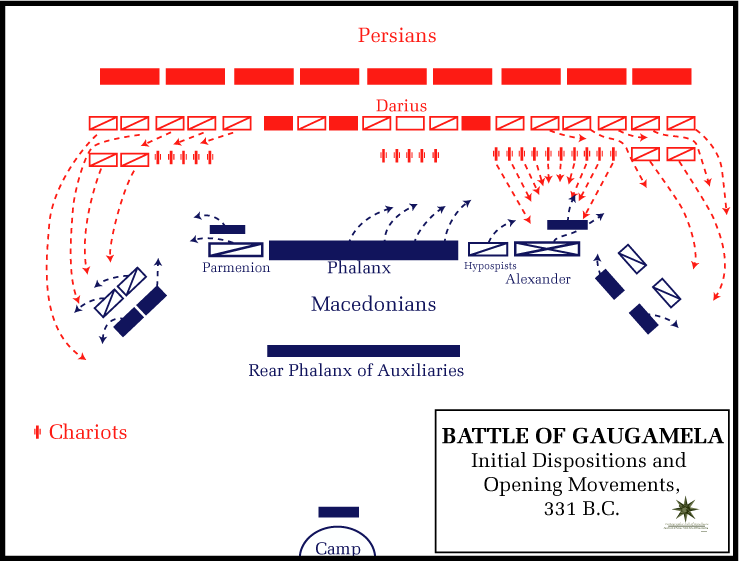
Disposición inicial de ambos ejércitos.

Tras aplastar la revuelta en el este de su Imperio, Artajerjes III estuvo ocupado los años siguientes con otros alzamientos en otras provincias. Finalmente, se centró en la reconquista de Egipto y contrató tropas de Argos, Tebas y de las polis griegas de Asia Menor. Estos efectivos estaban reforzados con algunos kardaka, pero la pretensión del rey era que la carga de las batallas recayera en las tropas griegas, a las que concebía prescindibles. La reconquista de Egipto terminó en el 343 a. C. Durante la invasión, el eunuco Bagoas mandó uno de los contingentes, y en el 338 asumió el rol de «Hacedor de reyes» cuando encargó el envenenamiento de Artajerjes II por su médico personal para entronizar a Arsés, hijo del rey persa. Arsés reinó menos de dos años, pues fue envenenado y fue nombrado rey Darío III. Bagoas también intentó envenenarlo, pero fue obligado a beberse el veneno y murió.
Darío III, aunque buen militar, carecía de la capacidad para salvar el Imperio, teniendo en cuenta que tenía que hacer frente al genio militar de Alejandro Magno (véase, Tácticas militares de Alejandro Magno y ejército de Darío III). Tras ser derrotado el ejército aqueménida en la batalla de Issos, Darió intentó con denuedo recuperar la iniciativa estratégica y tener listas las tropas que reemplazarían a las vencidas en dicha batalla. Mientras que el rey macedonio marchaba en dirección a Egipto, un ejército se dirigió a Anatolia para intentar contactar con su flota, que operaba en el mar Egeo, pero aunque su avance fue rápido no pudieron llegar a la costa. Mientras tanto, en Babilonia, se reunían nuevos efectivos de infantería con escudos y nuevas espadas, más largas que las que habían usado hasta entonces.
Darío III apostó por los carros escitas como apoyo de la caballería en sus enfrentamientos con el ejército macedonio, para abrir brechas en sus filas. Sin embargo en la crucial batalla de Gaugamela (331 a. C.)), el frente de batalla de Alejandro era tan compacto que los carros no lograron abrir ninguna brecha y la caballería que rodeaba los flancos no encontró ningún objetivo contra el que cargar. El Imperio aqueménida se desmoronó poo después.